# Černosol
Černosoly jsou referenční třída půd v Taxonomickém klasifikačním systému půd České republiky. Vznikly na nezpevněných karbonátových substrátech (např. spraších). Vyznačují se mocným (40 až 60 cm) černickým humusovým horizontem s drobtovitou až zrnitou strukturou. V modálním subtypu může být navíc v hlubších částech přítomen kalcický horizont. Černosoly jsou typické půdy stepí a stepních částí lesostepí mírného pásu. Do referenční třídy černosoly náleží půdní typy černozem a černice.

## Černozemě
Černozemě vznikly na kyprých karbonátových sedimentech: spraších, hlínách, vápnitých terciérních jílech a vápnitých píscích, v rovinatém terénu (do 300 m n. m.). Vyznačují se nedostatkem skeletu. Černozemě jsou půdy semiaridního až semihumidního kontinentálního klimatu s horkým létem a drsnou zimou. Hlavním pedogenetickým znakem je hromadění kvalitního humusu pod stepní až lesostepní vegetací v podmínkách nepromyvného až periodicky promyvného vodního režimu. Současně dochází ke slabému vyluhování, takže karbonáty se posunují směrem dolů a hromadí se na bázi horizontu A, díky čemuž vzniká kalcický horizont.
V typickém profilu černozemě je nejnápadnější mocný hnědavě tmavošedý až šedočerný humusový horizont (tzv. černozemní) sahající do hloubky 60 centimetrů, spolu s přechodným horizontem až do hloubky 100 cm. Struktura humusového horizontu je drobtovitá. Hluboký humusový horizont vzniká díky působení edafonu, přičemž díky působení makroedafonu dochází ke vzniku krotoviny – pronikání humusu do spodních horizontů. Půda obsahuje vysoký podíl volných prostorů.
Mnohé černozemě mohou postrádat uhličitan vápenatý, ale mají dostatek dvojmocných bází, jejich reakce zůstává mírně alkalická nebo maximálně neutrální. Černozemě se vyznačují nízkým poměrem uhlíku ku dusíku.
Původní vegetací jsou habrové a subxerofilní teplomilné doubravy. Hlavním půdotvorným procesem je intenzivní humifikace probíhající pod stepní vegetací.
Stratigrafie půdního profilu: Ac – A/Ck – K – Ck nebo Ap – A – Ac – Ck
Subtypy: modální, vyluhovaná, karbonátová
V ČR se černozemě nacházejí v moravských úvalech, středním Polabí, dolním Povltaví a dolním Poohří. U nás, stejně jako v celé střední Evropě, jsou reliktní, vznikly v sušších, kontinentálnějších podnebných podmínkách než jsou dnešní.

## Černice
Černice se vytvářejí se z nezpevněných karbonátových či sorpčně nasycených substrátů v depresních polohách černozemních oblastí a na těžších substrátech. Černice jsou semihydromorfní, hlubokohumózní půdy (více než 30 cm); v podstatě se jedná o hydromorfní černozemě. Vyznačují se černickým horizontem Acn s vyšším obsahem humusu než u černozemí a redoximorfními znaky, jako např. bročky či skvrnitostí substrátu.
Původní vegetací jsou olšiny či vlhké louky. Hlavními půdotvornými procesy jsou intenzivní humifikace a glejový proces.
Stratigrafie půdního profilu: Acn – ACg – Cg nebo Ap (g) – AG – CG
Subtypy: modální, fluvická, glejová, arenická, pelická.